# ヒカド
ヒカドは、長崎県長崎市の郷土料理。肉（鶏肉など）と魚（ブリなど）との煮込み料理である。

## 概要
ダイコン、ニンジン、シイタケなどの野菜類と、肉と魚などを細かく刻んで煮込み、醤油で味付けをする。片栗粉ではなく、すりおろしたサツマイモを最後に入れてひと煮立ちさせ、とろみをつけるのが特徴。
秋や冬といった寒い季節によく食べられる。家庭料理としても作られ、料亭などでは卓袱料理の一品として提供されることもある。
長崎県では給食メニューとして積極的に取り入れられている。

## 歴史
1600年代の初期から長崎に伝わる郷土料理である。かつて長崎にいたポルトガル人の宣教師や貿易に携わっていた人たちが、牛肉や豚肉を使ったシチューを作って食べていたが、それが長崎の人々の間に広がり、地元で採れる野菜、肉、魚を使った独自の料理として確立されたものが起源とされる。
江戸時代中期に刊行された料理本には南蛮料理として紹介され、アヒルや鴨肉、イカやエビなどが使用されていた。長崎の旧家に伝わるレシピでは。マグロを使用することもある。

## 名称
ポルトガル語: picado（ピカド）には「（肉などを）細かく刻む」という意味があり、これが転じたもの。